# Lakka (Sierra Leone)
Lakka ist ein Dorf auf der Freetown Peninsula im Distrikt Western Area Rural in Sierra Leone. Das Dorf liegt etwa 15 Kilometer südwestlich der Landeshauptstadt Freetown. Die Stadt ist bekannt für ihre langen Strände. Entsprechend sind die Hauptindustrien von Lakka Tourismus und Fischerei. Lakka hat geschätzt 4500 Einwohner (Stand 2010).
Lakka ist von verschiedenen ethnischen Gruppen bewohnt. Die größte Gruppierung stellen die Bullom-Sherbro und die Krios dar. Die meisten Dorfbewohner sind Fischer. Lakka hat ein eigenes Krankenhaus, sowie Hotels und mehrere Grundschulen sowie eine weiterführende Schule.
2014 war Lakka – ähnlich wie andere Orte in der Region – von der Ebola-Epidemie betroffen.